# Exotismus
Als Exotismus wird in der Soziologie eine rassistische Sichtweise bezeichnet. In der Sprachwissenschaft bezeichnet Exotismus einen bestimmten Typ von Wörtern. Im Bereich der Künste – schreibt Thomas Betzwieser – seien es verschiedene Phänomene und Strömungen, „deren Hauptmerkmal in einer Beeinflussung der europäischen Kunst durch fremdländische, insbesondere außereuropäische Elemente besteht“.

## Begriffliches Umfeld und Wortherkunft
Die Begriffe Exotik und exotisch bezeichnen allgemein ein fremdartiges Aussehen oder sonstige ungewöhnlich erscheinende Eigenschaften, die meist mit der Herkunft aus fernen, insbesondere tropischen Ländern in Zusammenhang stehen. Dagegen bezieht sich der Begriff Exotismus auf die Wirkung des Exotischen und dessen Rezeption in einer anderen Kultur.
Der Ursprung des Begriffs Exotismus liegt in einem Diskurs, der im 19. Jahrhundert in Frankreich geführt wurde. Der Schriftsteller Théophile Gautier gebrauchte in einer programmatischen Erklärung an die Brüder Edmond und Jules de Goncourt vom 23. November 1863 das Wort exotisme. Gautier unterschied einen exotisme der räumlichen und einen exotisme der zeitlichen Entfernung. Die Brüder Goncourt hatten das Wort exotisme schon am 20. Februar 1860 in ihrem Tagebuch verwendet,  ihre Tagebücher wurden jedoch erst Jahrzehnte später veröffentlicht. Zu beachten ist, dass das französische Wort exotisme einerseits dem deutschen Wort Exotik entspricht, andererseits auch das neugierige Verhältnis zur Exotik oder eine Vorliebe für Exotisches bezeichnen kann, also den Exotismus.

## Exotismus in den Künsten
Der Reiz exotischer Länder wurde insbesondere in den Künsten aufgenommen: in der Literatur, der Malerei, der Architektur und dem Kunstgewerbe, ebenso in der Musik und in Filmen. Exotismus kommt in verschiedenen Varianten auch in der Werbung vor. Die Grenzen zum Primitivismus sind oft fließend.

### Musik

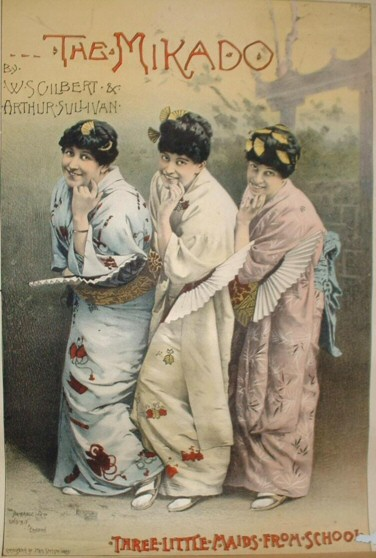
Werbeplakat für Der Mikado, 1885

In der Musik lässt sich der Exotismus auf drei Ebenen beobachten: "In der Stoffwahl und Ausstattung von Bühnenwerken sowie in der Verwendung 'exotischen' Materials." Eine besondere Verwendung exotischer Inhalte findet sich in Operetten.
Die Vielzahl an exotischen Titeln und Inhalten zeigt, dass die Gattung der Operette den Fremdreiz intensiv nutzte.
Auf den Schauplatz der Operetteninhalte bezogen, ergeben sich zwei gegensätzliche Möglichkeiten der Darstellung: "Entweder man wählt eine evasive, eine Ausbruchskonstruktion von Hier nach Dort. Oder man wählt eine invasive, eine Einbruchskonstruktion von Dort nach Hier."
Exotische Ausbruchstücke definieren sich als Stücke, in denen die Hauptfiguren den heimischen Ort verlassen, um in ein fremdes Land zu reisen und "sich an fremdartigen Lebensformen zu reiben". Einbruchstücke sind dementsprechend das Gegenteil. In ihnen verlassen die fremdartigen Hauptfiguren ihre Herkunft und brechen in den heimischen Ort ein, wo sie in Konflikte mit den dortigen Lebensformen kommen.
Diese extremen Formen erscheinen jedoch selten rein definiert. Es kommen vielmehr Mischformen zwischen Ausbruchs- und Einbruchstücken vor. Anhand der Titel der Operetten ist deutlich erkennbar, dass offenbar Ostasien und dem Vorderen Orient ein besonderer Fremdreiz zugesprochen wird. Ein Beispiel für ein implizites Ausbruchstück ist Arthur Sullivans Mikado. 'Implizit' deshalb, da die Handlung ausschließlich in Japan mit japanischen Hauptfiguren spielt. Eine weitere 'exotische' Operette mit dem Charakter eines Mischtyps aus Ausbruchs- und Einbruchstück ist Franz Lehárs Land des Lächelns.
In der Gattung Operette geht es jedoch weniger um die Bewunderung und Darstellung des fremden Landes und des Lebens darin, als um den bloßen 'Massengebrauch' des Exotismus, weil er modern war. Der eingesetzte Fremdreiz scheint beliebig und wird somit austauschbar.
In einem solchen Fall, wenn man den Komponisten und dem Publikum kein echtes Interesse an der anderen Kultur unterstellt, stellt sich die Frage: Wird versucht, das wirkliche Leben in diesem fremden Land und dessen Kultur darzustellen oder ist es eventuell eine hinter dem exotischen Reiz versteckte Kritik an der eigenen Gesellschaft? Beim Land des Lächelns von Lehár und dem Mikado von Sullivan lässt sich diese Frage wie folgt beantworten:
Der Exotismus, den Lehár in seinem Land des Lächelns verwendet, brachte ihm großen Erfolg: Die Menschen der damaligen Zeit hatten noch nicht die Möglichkeiten, sich über das fremde Land durch Medien etc. zu informieren, wenn sie nicht selbst eine Reise dorthin machen konnten. Das Land des Lächelns wurde somit für das Publikum durchaus eine Reise in dieses für sie unbekannte und interessante Land China. Der in dieser Operette verwendete Exotismus steht jedoch nicht im unmittelbaren Zusammenhang zur Handlung. Im Vordergrund steht die Beziehung zwischen zwei Menschen, die in verschiedenen Ländern, mit unterschiedlichen Kulturen aufgewachsen sind und deren Liebe an diesen Differenzen zerbricht. China als 'exotisches' Land ist somit beliebig austauschbar.
Sullivan entwirft in seiner Operette Der Mikado "den reizvollen Schein einer völlig eigenartigen und selbstgenügsamen, geradezu unzugänglichen und unbeobachteten Fremde." Dieses scheint jedoch nur so. Bei genauerer Betrachtung entdeckt man die ironisch zugespitzte Kritik Sullivans an der eigenen Gesellschaft. Der exotische Reiz, den Mikado bietet, ist nur vordergründig. Dort ist es anders als in vergleichbaren anderen Operetten. Das Fazit der Operette ist nicht, "die Fremde sei zwar verlockend, die Heimat aber letztlich besser", sondern in dieser "lacht dem Publikum die Exotik der Heimat ins Gesicht".
Lehár und Sullivan nutzten ihre Operetten somit vielmehr, für das Publikum wahrscheinlich auf den ersten Blick nicht erkennbar, um gesellschaftskritische Botschaften versteckt der europäischen Gesellschaft zu vermitteln. Sullivan versteckt im Mikado ernste Gesellschaftskritik durch den exotischen Reiz der Japaner. Dennoch ist erkennbar, dass die Charaktere der Operette Korruption in der Politik und Willkür der Regierung als gesellschaftliche Missstände zum Ausdruck bringen.
Lehár dagegen verpackt seine Botschaft an die Gesellschaft in eine tragische Liebesgeschichte zwischen einer europäischen Adeligen und einem chinesischen Prinzen. Dabei ist der exotische Reiz der Operette nur vordergründig und beliebig austauschbar, denn diese Operette zielt auf eine klare Aussage ab: "[…] Selbst ein hochfeudaler Schuster [sollte] bei seinem Leisten bleiben […]."

## Soziologie
Mit dem Kolonialismus intensivierte sich der Kontakt europäischer Nationen mit fremden Kulturen, wobei diese häufig missverstanden wurden. Da die meisten Europäer an diesen Kontakten nicht teilnahmen, speiste sich die Vorstellung von den fremden Menschen und Kulturen auch vornehmlich aus Phantasien und Projektionen. Beispielsweise kam eine verklärende Sichtweise des Fremden auf, die mit den eigenen Entsagungen der Europäer im Prozess der Zivilisation zusammenhängt. Einige Europäer projizierten ihre eigenen Wunschgedanken in die „Exoten“ und hielten die Menschen in den für sie neu erschlossenen Welten für „edle Wilde“. Hierzu gehören insbesondere Vertreter der europäischen Aufklärung, wie Denis Diderot oder Jean-Jacques Rousseau mit seinem Konzept einer Gesellschaft im „Naturzustand“. Insbesondere sexuelle Entsagungen führten zu einem Bild „triebhafter Eingeborener“ mit einer besonderen sexuellen Potenz. Die zunehmende Entfremdung im Zuge der Industrialisierung hat eine besondere romantische Form der „Naturverbundenheit“ hervorgebracht, die ebenfalls den „Wilden“ zugeschrieben wurde. Bekannte Vertreter solcher Positionen waren Rudyard Kipling und Karl May.
Mit dem Exotismus geht eine Wahrnehmung der Fremden einher, deren Lebensumstände und Unterdrückung infolge des Kolonialismus kaum gesehen werden. Hinzu kommt, dass mit dem Bild der „Natürlichkeit“ zum Beispiel bei Rousseau eine Begründung der Unterlegenheit der „Wilden“ einhergeht. Diese seien zwar der Natur näher, aber dafür der Kultur ferner und insofern als Kinder anzusehen. Hierin drückt sich eine Form des Rassismus ohne Rassen aus, der formal sogar mit einer Hochachtung vor den „Wilden“ begründet wird.
Manche Thesen radikaler Vertreter des Kulturrelativismus werden von Kritikern als eine Form eines exotistischen „umgekehrten Rassismus“ kritisiert, da in ihnen Menschenrechte pauschal Werten der Tradition und Gemeinschaft untergeordnet würden. Ein Beispiel ist die in einigen Religionen und Kulturen praktizierte Beschneidung weiblicher Genitalien, die von manchen radikalen Kulturrelativisten als bloße kulturelle Praxis, über die keine moralischen Werturteile möglich sind, in Schutz genommen wird.
Auch die sexuelle Ausbeutung von Frauen, Männern und Kindern in „Entwicklungsländern“ durch so genannte „Sextouristen“ kann als eine Form des Exotismus gesehen werden, zum Beispiel wenn auf die „natürliche Unterwürfigkeit“ der Prostituierten angespielt wird.

## Sprachwissenschaft
In der Sprachwissenschaft ist ein Exotismus ein Fremdwort oder Lehnwort, dessen Verwendung auf einen Gegenstand in der Umwelt der Gebersprache beschränkt bleibt. Beispiele:
- Iglu – das Wort stammt aus der Eskimosprache Inuktitut, und fast nur Eskimos bauen Iglus.
- Das persische Wort Schah bezeichnet einen persischen Herrscher, nicht jedoch beispielsweise einen deutschen Herrscher.
- Das finnische Wort Vappu wird nur zur Bezeichnung eines Feiertags in Finnland verwendet.
- Hornussen (aus dem Berndeutschen) ist ein Mannschaftssport, der nur in Teilen der Schweiz ausgeübt wird.

Ein Fremdwort ist kein Exotismus, wenn der mit ihm bezeichnete Gegenstand nicht nur im Ursprungsgebiet des Wortes vorkommt, sondern auch in anderen Ländern oder Kulturen. Ein Beispiel dafür ist das Wort Sauna (aus dem Finnischen).